# Gloria Tapia (compositora)
Gloria Tapia (Araró, Michoacán, 16 de abril de 1927- 28 de marzo de 2008) fue una compositora y musicóloga mexicana.

## Trayectoria
Realizó estudios de composición y musicología en el Conservatorio Nacional de Música (CNM), al cual ingresó en 1953. Se graduó de Filosofía y Letras Hispánicas en la Universidad Iberoamericana. En el CNM fue alumna de composición de Blas Galindo, más tarde fue profesora y subdirectora de esa misma institución. Desempeñó diversos cargos en el área de cultura pública, como el de Consejera de la Unidad Artística y Cultural del Bosque y Coordinadora General de Cultura y Educación Musical de la Dirección General de Acción Educativa.
Fue miembro fundador de la Liga de Compositores de Música de Concierto de México, de la cual fue presidenta entre 1991 y 1993. Recibió varios homenajes por parte de los gobiernos de Michoacán y del Estado de México. Fue catedrática de composición del CNM y ejerció como coordinadora de la Academia de Composición y de las Academias del Ciclo Superior en el mismo conservatorio. Fue titular del Comité Dictaminador para los concursos de oposición del Instituto Nacional de Bellas Artes. Fue promotora del Año
Desde sus inicios como compositora, Gloria Tapia se identificó con la técnica de Shönberg por lo que la mayor parte de sus obras son de corte dodecafónico; no obstante, en algunos de sus trabajos hace uso de la tonalidad, ejemplo de ello es el ciclo Marcello y algunas de sus obras corales.

## Obra
Forman parte de producción musical obras para piano y otros solos instrumentales; Seis variaciones (1963), para instrumentos de percusión; y otras obras para conjuntos de cámara; obras orquestales; un Concierto para clarinete y orquesta de cuerdas (1961); canciones y piezas corales.

#### Solos
- Aires juveniles II (1958) (8’) - pno.

- Diferencias para órgano (1962) (12’) - órg.

- Seis variaciones (1963) (10’) - pno.
- Tríptico para piano (1964) (10’) - pno.
- Allegro (1972) (8’) - pno.
- Sonata (1972) (20’) - pno.
- Infantiles para piano (1973) (8’) - pno.
- Aria de la amistad para guitarra (8’) - guit.
- Suite juvenil (1975) (6’) - pno.
- Dos piezas de concierto (1976) (10’) - guit.
- Cinco miniaturas (1980) (10’) - pno.
- Ciclo “Recreativas”. Recreativa 4 (1981) (7’) - fl. dulce
- Ciclo “Recreativas”. Recreativas 5 (1981) (7’) - fl.
- Dos piezas (1992) (9’) - tb.
- Gerardianas (1994) (25’) - vc.

### Dúos
- Fanter - pno. a 4 manos
- Sonata para viola y piano (1962) (18’) - va. y pno.
- Dos piezas para oboe y piano (1966) (8’) - ob. y pno.
- Dos piezas para violín y piano (1974) (6’) - vl. y pno.
- Naucalpan, fantasía para violín y piano (1974) (5’) - vl. y pno.
- Aires juveniles, divertimento para flauta y piano (8’) - fl. y pno.
- Ciclo “Recreativas”. Recreativa 2 (1979) (10’) - fl. y arp.
- Ciclo “Recreativas”. Recreativa 6 (1981) (9’) - fl. y pno.
- Ciclo “Recreativas”. Recreativa 7 (1981) (8’) - fl. y pno.

### Tríos
- Trío de cuerdas (1963) (20’) - vl., va. Y vc.
- Trío para oboe, clarinete y corno (1971) (11’) - ob., cl. y cr.

- Ciclo “Recreativas”. Recreativa I (1981) (9’) - ob. o cl. y cr.
- Cuartetos
- Cuadrivium (1982) (10’) - tbs.
- Quintetos
- Quinteto 1959 (1959) (15’) - atos.
- Fuga para quinteto clásico de alientos (1967) (3’) - atos.
- Ciclo “Recreativas”. Recreativa 3 (1981) (10’) - 2 vls., va., vc. y cb.
- Conjuntos instrumentales
- Seis variaciones (1963) (10’) - vers. para percs.
- Orquesta de cámara
- Tres preludios breves (1975) (5’) - orq. cdas.
- Amor sin tiempo (1975) (5’) - vers. para orq. cdas.
- Sé mujer (1975)
- Volver a empezar (1976) (5’) - vers para cdas.
- Qué me dicen tus ojos (1976) (5’) - vers. para cdas.
- Vivencias siderales. Divertimento para orquesta de cuerdas (1978) (9’) - cdas.
- Orquesta de cámara y solista(s)
- Concierto para clarinete y orquesta de cuerdas (1961) (5’) - cl. y orq. cdas.
- Orquesta Sinfónica
- Tres movimientos sinfónicos (1974) (16’)

- Hospital Infantil de México (suite sinfónica) (1993) (22’)
- Orquesta Sinfónica y solista(s)
- Canto fúnebre para trompeta y sinfónica de viento (1970) (10’) - tp. y orq. (sólo atos.).
- Allegro concertante para piano y orquesta (1974) (10’) - pno. y orq.
- Tenochtitlan (1992) (25’) - 3 narradores y orq. Texto: crónicas de la Conquista de México.

### Voz
- Canciones ciclo “Marcello” (1. Amor sin tiempo; 2. Sé mujer; 3. Ausencia; 4. Lo que anhelo yo; 5. Una voz; 6. Volver a empezar; 7. Qué me dicen tus ojos; 8. Siempre mía; 9. Eres la hoguera (1976) (30’) - voz y pno.
- Voz y piano
- Arrullo (1953) (5’) - voz y pno. Texto: Gloria Tapia.
- Fuensanta (1959) - sop. y pno. Texto: Ramón López Velarde.
- La salta pared (1959) - mez. y pno. Texto: Ramón López Velarde.
- Voz y otro(s) instrumento(s)
- Plegaria (1971) (30’) - ten. Y órg. Texto: Ramón Gómez Arias.

### Coro
- Sembrador (1957) (7’) - coro mixto
- Tres corales (1961) (8’) - coro mixto. Texto: Rafael Vizcaíno, Juan de Dios Varela, José Luis Ojeda.

## Discografía
- “Allegro” en Música mexicana de vanguardia para piano, México: Secretaría de Gobernación, 1974.
- “Dos piezas para oboe y piano” en Música y músicos mexicanos, México: KAANAB, 1970.

## Partituras publicadas
- ELCMCM / LCM - 56, México, s/f. Dos piezas para oboe y piano.
- ELCMCM / LCM - 81, México, s/f. Fanter.

## Premios y reconocimientos
En 1959 fue acreedora al Premio de Música de Cámara del Instituto Nacional de Bellas Artes y de la Sociedad de Autores y Compositores de Música; y al año siguiente recibió el Premio de Composición del CNM.